# Erfurter Dom im Luftkrieg

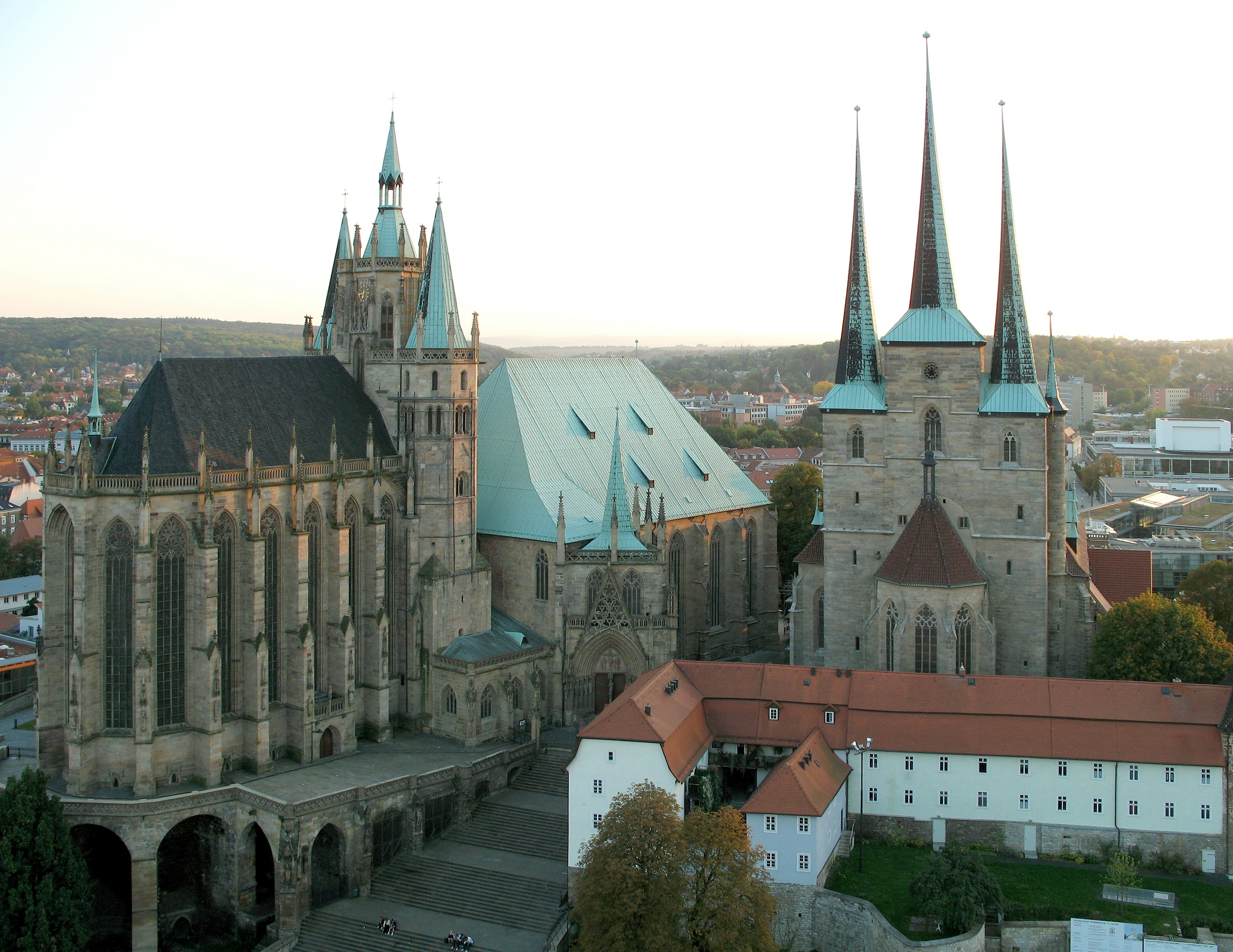
Dom und Severikirche (2007). 1944/45: Dächer aufgerissen/abgedeckt, verbliebene Fenster zerstört (gotische Fenster waren ausgelagert), Maßwerk und Domtürme beschädigt

Die einzigartige mittelalterliche Baugruppe von Mariendom und Severikirche auf dem Domberg ist das Wahrzeichen von Erfurt. Der Dom besteht aus einem gotischen Hohen Chor, einem spätgotischen Langhaus, dazwischen ein romanischer Teil. Sankt Severi ist eine gotische Hallenkirche. Der Schutz der Kunstwerke an und in diesen beiden sakral und kulturell hochwertigen Bauten musste angesichts der Luftangriffe auf Erfurt im Zweiten Weltkrieg ein vorrangiges Anliegen der kirchlich und denkmalpflegerisch Verantwortlichen sein. Besonders verdient gemacht hat sich hierbei der Dompropst Joseph Freusberg, beraten durch den Provinzialkonservator Hermann Giesau. Das meiste der Kirchenausstattung konnte durch Verlagerung innerhalb der Kirchen, bevorzugt in Kellergewölbe, sowie durch starke Vermauerungen und Stahlbeton-Abdeckungen gesichert werden. Die Bauten selber wurden durch Detonationen von Minenbomben in der Umgebung und einige Granateneinschläge erheblich beschädigt. Das betraf besonders die Dachbereiche und Maßwerkfenster. Gerettet werden konnten die spätmittelalterlichen Farbglasfenster des Hohen Chores durch frühzeitige Auslagerung bereits 1940/41. Die nicht ausgebaute neugotische Glasmalerei im Langhaus des Domes wurde bei den Luftangriffen zertrümmert. Die Wiederherstellung/Wiedereinrichtung des Domes dauerte bis 1951.

## Luftschutz in Kirchen
Eine „Anweisung für die Durchführung des Luftschutzes in Kirchen“ wurde am 15. April 1940 in Berlin durch das Reichsministerium der Luftfahrt und den Oberbefehlshaber der Luftwaffe im Einvernehmen mit dem Reichsministerium für die Kirchlichen Angelegenheiten erlassen. Danach oblag den Kirchen und Klöstern selber der „Erweiterte Selbstschutz im Zivilen Luftschutz“, mit einem Betriebs-Luftschutzleiter, mit Bildung von Einsatzgruppen und vorgeschriebenen Schutzräumen für Gottesdienstteilnehmer. „Um das Kulturgut nicht der Vernichtung anheimfallen zu lassen“, wurden Bestimmungen für den Luftschutz in Museen, Büchereien, Archiven und ähnlichen Kulturstätten, darunter Kirchen, erlassen. Diese sahen Sicherungsmaßnahmen vor Ort, aber auch die umfangreiche Auslagerung „beweglicher Kulturgüter“ vor. Angesichts der zunehmenden Verwüstung der deutschen Städte im Luftkrieg folgte Anfang 1943 noch ein Führererlass zur systematischen Fotodokumentation nicht zu bergender architektonischer, plastischer und bildlicher Kulturgüter – vor deren möglicher oder zu erwartender Zerstörung.

## Schutzmaßnahmen für den Dom und sein Kulturgut

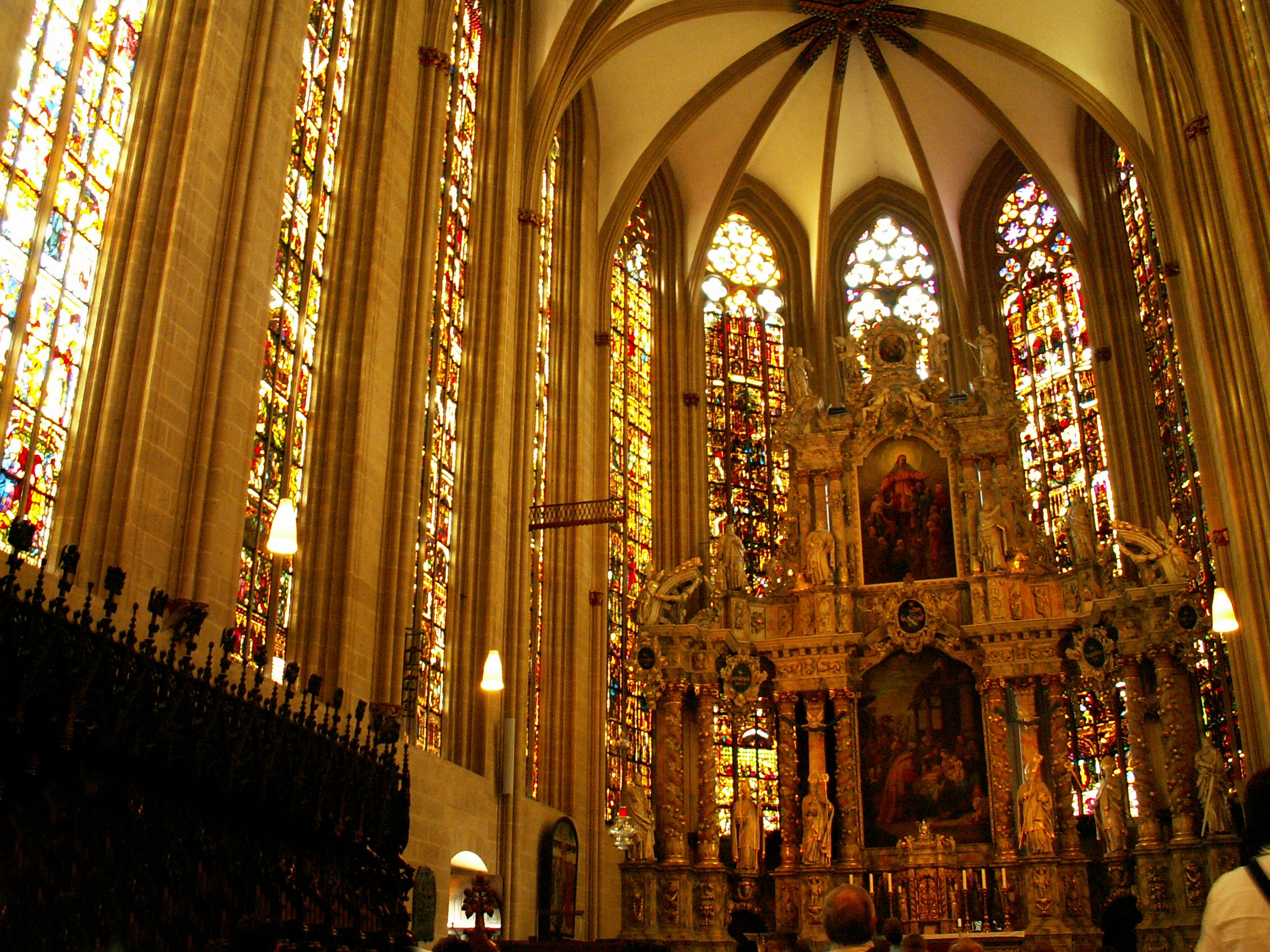
Hoher Chor des Erfurter Doms. Alle mittelalterlichen Farbglasfenster durch Auslagerung 1940/41 gerettet

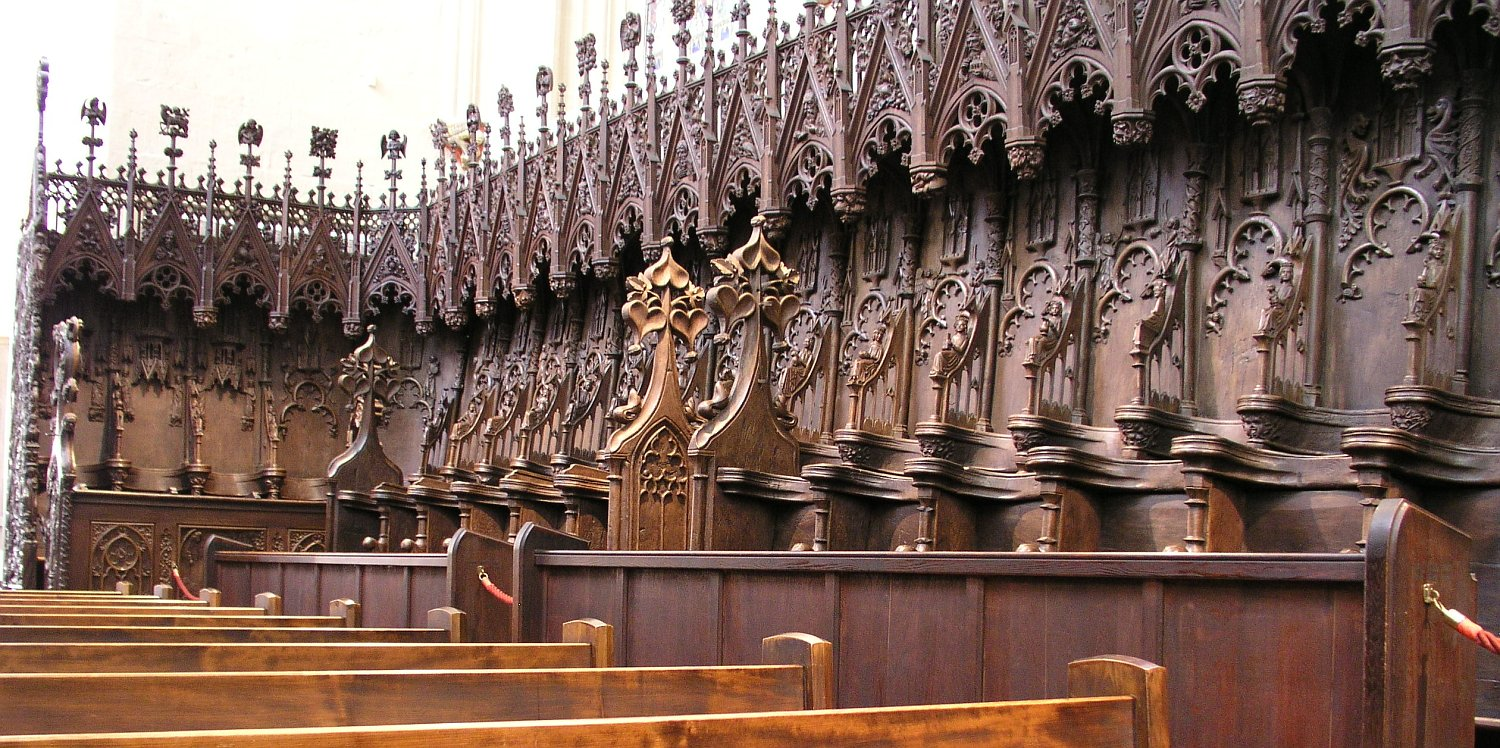
Mittelalterliches Dom-Gestühl im Hohen Chor, im Krieg durch Verlagerung und Einhausung geschützt

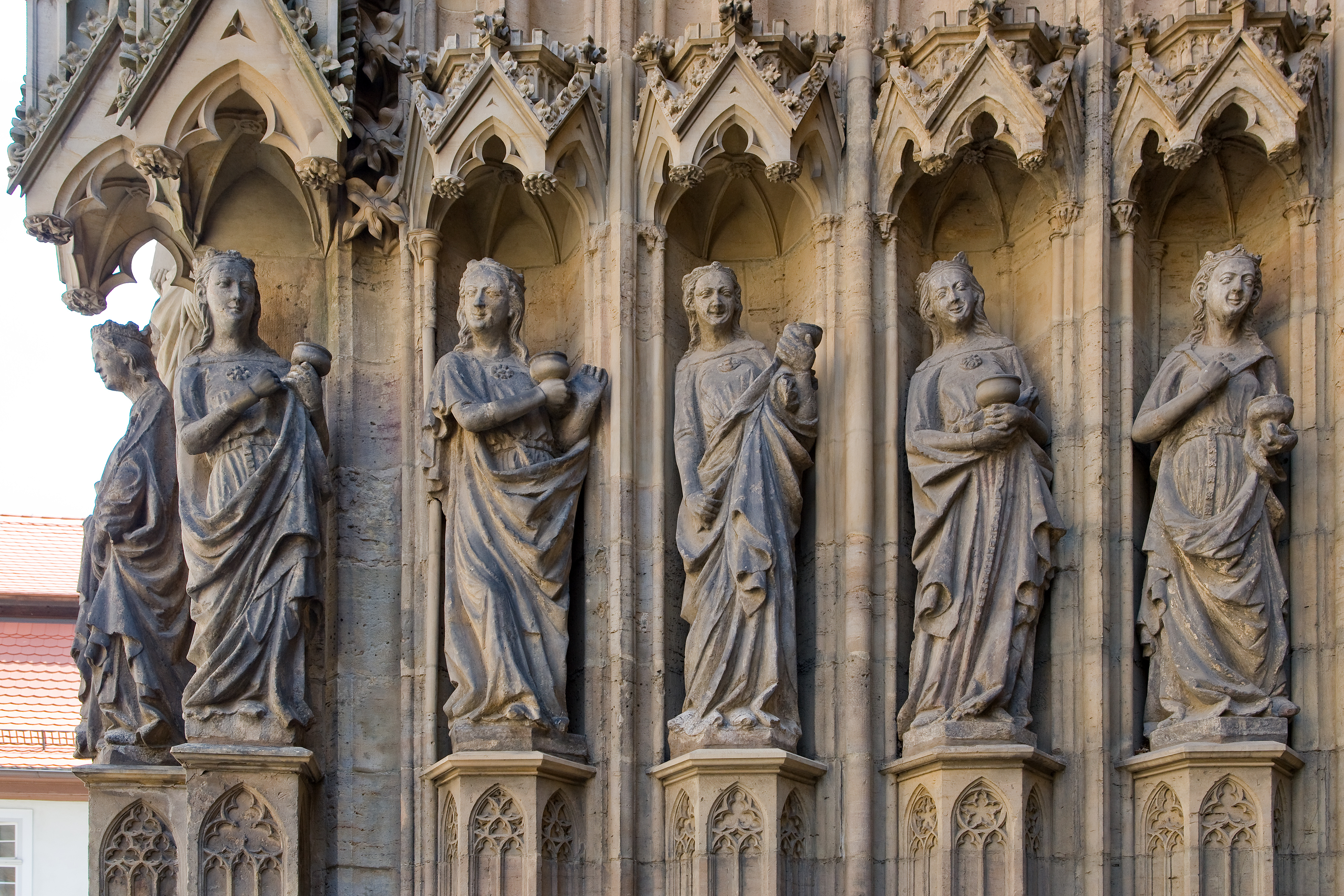
Mittelalterliche Figuren vom Triangelportal, Jungfrauen und Apostel, im Krieg in Kellern unter der Krypta gesichert

Die folgende Schilderung beruht überwiegend auf einer Veröffentlichung von Martin Fischer Der Erfurter Domberg im Schatten des Zweiten Weltkrieges (2016) und Unterlagen und Auskünften von Falko Bornschein, dem Kunstgutbeauftragten des Bistums Erfurt (2020). Über die im Krieg ergriffenen Schutzmaßnahmen für den Dom und die aufgetretenen Zerstörungen wurde laufend und zeitnah vom Dompropst Joseph Freusberg an das Bischöfliche Generalvikariat Fulda berichtet.
- Verdunkelung: Da sich eine Verdunkelung der hohen Domfenster nicht durchführen ließ, wurden die Gottesdienste bereits ab 1939 – wie in anderen Kirchen – auf die Tageszeiten eingeschränkt (Ausnahmen: Advent und Weihnachtsfeiertage).
- Flammschutzmittel-Aktion: Unter dem Eindruck der schon ab März/April 1942 erfolgenden Luftangriffe mit Brandbomben auf Lübeck, Rostock und weitere Städte wurde am 13. Mai 1943 durch Hermann Göring für gefährdete Gebiete die Flammschutz-Imprägnierung der Dachstühle und anderer Holzkonstruktionen mit Kalk und chemischen Zusätzen angeordnet, besonders auch in Kulturdenkmälern. Diese Maßnahme wurde bereits bis Ende Mai 1943 auch an den Dächern und allen anderen sichtbaren Holzkonstruktionen in Dom (Chor, Hauptschiff, Türme, Kreuzgang) und Severikirche durchgeführt. Die Imprägnierung wurde mit Einsatz von Hochdruckspritzen und unter Anleitung durch erfahrene Architekten durchgeführt. Diese Brandschutzbehandlung erfolgte, wie bei den anderen Erfurter Kirchen und Kulturbauten, trotz begründeter Zweifel an der Wirksamkeit der Maßnahme. Die Wucht der Brandangriffe der britischen Royal Air Force auf deutsche Städte steigerte sich immer mehr; gegen Feuerstürme aber half dann keinerlei Imprägnierung mehr.
- Brandwache: Fünf in unmittelbarer Domnähe wohnende Angestellte bildeten einen Feuerlöschtrupp, der eingeschlagene Brandbomben unschädlich machen und entstandene Brände löschen sollte.
- Militärischer Brandschutz: Der Erfurter Dom gehörte zu den besonders bedeutenden Bauwerken, für die im Notfall auch militärische Unterstützung vom Grenadier-Ersatzbataillon 71 zur Brandbekämpfung „bei Terrorangriffen“ angefordert werden konnte. Dieses hatte eine Befehlsstelle im Keller der Severikirche.
- Chorgestühl: Das großartige eichene Chorgestühl im Hohen Chor des Domes (geschaffen bald nach 1328), mit reichen figürlichen Darstellungen, mit 83 Sitzen in zwei Reihen unter Baldachinen, stellte neben seiner Bedeutung als mittelalterliches Kulturgut auch eine erhebliche Brandgefahr dar. Nur seine letzte Reihe blieb abgerückt an der Wand stehen, wurde dort eingemauert und mit schweren Eisenbetonplatten überdacht. Auch mit den anderen Teilen des Chorgestühls wurde so verfahren: nach Verlagerung in den Chorhals und zum Teil in den Durchgang hinter dem Sakramentsaltar. Der Chorhals des Domes ist der Raum zwischen den besonders mauerstarken romanischen Kirchtürmen.
- Wolframleuchter: Der fast lebensgroße Bronze-Leuchter aus dem 12. Jahrhundert, eine der ältesten Freifiguren der deutschen Kunst, stand eigentlich im Chor. Er wurde ebenfalls durch Ummauerung geschützt, hinter dem Sakramentsaltar.
- Romanische Madonna: Das Altarretabel Madonna mit Jesuskind, eine Stuckarbeit aus dem 12. Jahrhundert, wurde im Gewölbe des Südturms untergebracht.
- Das Altargemälde Die Verlobung der Heiligen Katharina mit dem Jesuskind von Lucas Cranach dem Älteren (1529) wurde ebenfalls im Gewölbe des Südturms gesichert.
- Die bronzene Grabplatte des Henning Göde aus der Vischerschen Gießhütte (1521) kam in den Vorraum zur heutigen Domaula.
- Die Einhorn-Jagd, das Mittelteil eines Triptychons, kam in den Raum hinter der Domaula.
- Pfeilerbild-Zyklus: Die acht an die Pfeiler des Langhauses angepassten konvexen Tafelgemälde von 1,80 Meter Höhe (entstanden 1505 bis 1570) waren sicher – wie andere Gemälde – abgehängt und in „sichere Räume“ gebracht worden.

Von folgenden Kunstschätzen in Dom und Severikirche ist nicht dokumentiert worden, ob und wie sie gegen Bombenschäden geschützt worden waren – soweit das von ihrer Art her überhaupt möglich gewesen wäre.
- Die Tumba mit den Gebeinen der Heiligen Adolar und Eoban, Gefährten von Bonifatius, blieb (Einhausung?) im Triangelbau.
- Grabplatte (Bronze) des Weihbischofs Johannes Bonemilch von Laasphe (um 1510)
- Epitaph des Johann von Allenblumen, Sandstein (1429)
- Grabstein des „zweibeweibten“ Grafen von Gleichen (um 1250)
- Relief Beweinung Christi (1475)
- Taufstein mit Umwehrung und hölzernem Renaissance-Überbau (1582–1587)
- Sakramentshaus, großes Sandstein-Tabernakel (1590)
- Heiliges Grab: Liegefigur Christi in Sandstein (1420/1430)
- Altäre im Langhaus
- Gotischer Sarkophag des heiligen Severus in der Severikirche (Einhausung?)
- Marienmosaik am westlichen Dachgiebel des Doms: Ob es, da mögliche Orientierungshilfe für angreifende Flugzeuge, verdeckt war, ist nicht mehr bekannt.

- Die gesamten Bestände des Dom-Museums kamen zur Sicherheit in die Paramentenkammer (Kreuzgang 11) oder den Vorraum der Domaula. Das Museum war erst 1932 neu gestaltet worden und in das Auditorium Coelicum und Nebenräume umgezogen. Es stellte eine der eindrucksvollsten Sammlungen mittelalterlicher Kunst in Mitteldeutschland dar.[2] Zu seinen Beständen gehörten das Prachtgewand „Elisabeth-Kasel“ (frühes 14. Jahrhundert), die bronzene Erfurter Sabbatampel (um 1200), Kopfreliquien aus dem 12. bis 14. Jahrhundert, eine Alabasterstatue „Johannes der Täufer und Heiliger Andreas“ (um 1450) und eine Silberkammer mit Edelschmiedekunst (17. und 18. Jahrhundert).

- Die Sandstein-Figuren am Triangelportal (um 1335 entstanden) wurden abgenommen und in den zweigeschossigen Kellergewölben unter der Krypta hinter den Kavaten gesichert. Das waren am Westportal die kunsthistorisch besonders bedeutenden Skulpturen der törichten und der klugen Jungfrauen, von Ecclesia und Synagoge, von Christus als Weltenrichter, Maria und Johannes dem Täufer, am Ostportal die zwölf Apostel und Maria als Himmelskönigin, eine Kreuzigungsgruppe sowie die Heiligen Adolar und Eoban. Letzterer wurde bei der Abnahme zerstört und 1947 durch eine Kopie ersetzt. Nur der Erzengel Michael blieb vor Ort, da aus jüngerer Zeit stammend.
- Die Farbglasfenster im Hohen Chor des Doms wurden bereits 1940/41 aus dem Maßwerk entnommen, in Kisten verpackt und in den Kellern unter der Krypta gelagert. Es handelt sich um zwölf fast 19 Meter hohe und drei kleinere, ins Gewölbe reichende, vierbahnige Fenster (von 1380 bis 1420 entstanden). Sie zeigen einen berühmten Glasgemäldezyklus mit biblischen und hagiographischen Motiven von der Erschaffung der Welt bis ins 13. Jahrhundert. Insgesamt handelte es sich um fast tausend Rechteckscheiben von 40 × 80 Zentimeter Größe. Die Fensteröffnungen wurden dann mit einfachen, grünen Glasscheiben verschlossen. Ohne die bleiernen Fassungen waren diese Ersatzscheiben jedoch nicht stabil, besonders bei den Luftminen-Detonationen in der Stadt 1944/45, und fielen teilweise herunter. Deshalb mussten Gottesdienste im Hohen Chor 1945 eingestellt werden. Die beiden letzten Fenster, die Elisabeth-Fenster, wurden nicht herausgenommen. Sie wurden, da erst 1913 geschaffen, vom Provinzialkonservator Giesau als nicht so wertvoll eingeschätzt – und bei den Luftangriffen zerstört. Auch die mittelalterlichen Farbglasfenster der Erfurter Barfüßerkirche wurden durch Einlagerung in den Kellern unter der Krypta gerettet, die Kirche aber wurde „ausgebombt“ zur Ruine.
- Schriftgut: Dokumente, Kirchenbücher der Domgemeinde und anderer katholischer Gemeinden in Erfurt und Umgebung und weitere Archivalien wurden „bomben- und brandsicher“ in die Domaula unter der Kiliani-Kapelle verlagert. Diese Sicherung von unersetzlichem Schriftgut erfolgte aus eigenem Interesse der Kirche, aber auch auf persönliche Weisung von Oberbürgermeister Walter Kießling und aufgrund reichsweiter Anordnungen.
- Nach außerhalb des Domes wurden keine Kulturgüter verbracht, da man seine für die Aufbewahrung ausgewählten Räume als sicher genug einschätzte.
- Ob und wieweit Dom und Severikirche in die von 1943 bis Anfang 1945 erfolgende reichsweite Fotodokumentation „nicht beweglicher Kunstschätze“ vor ihrer möglichen kriegsbedingten Zerstörung einbezogen waren, ist nicht bekannt.

## Gesichertes Kunstgut

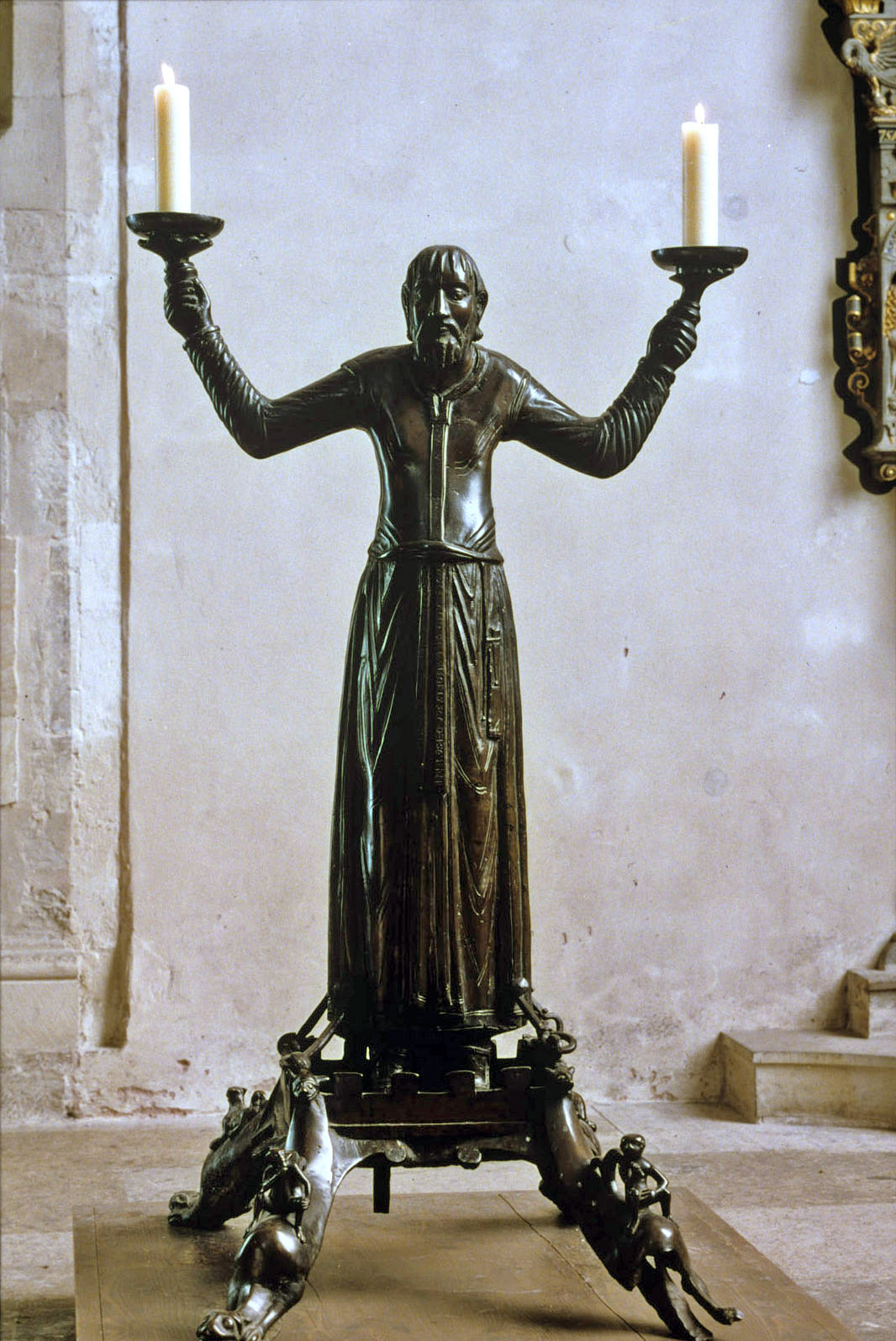
Wolframleuchter: Im Dom verlagert und ummauert
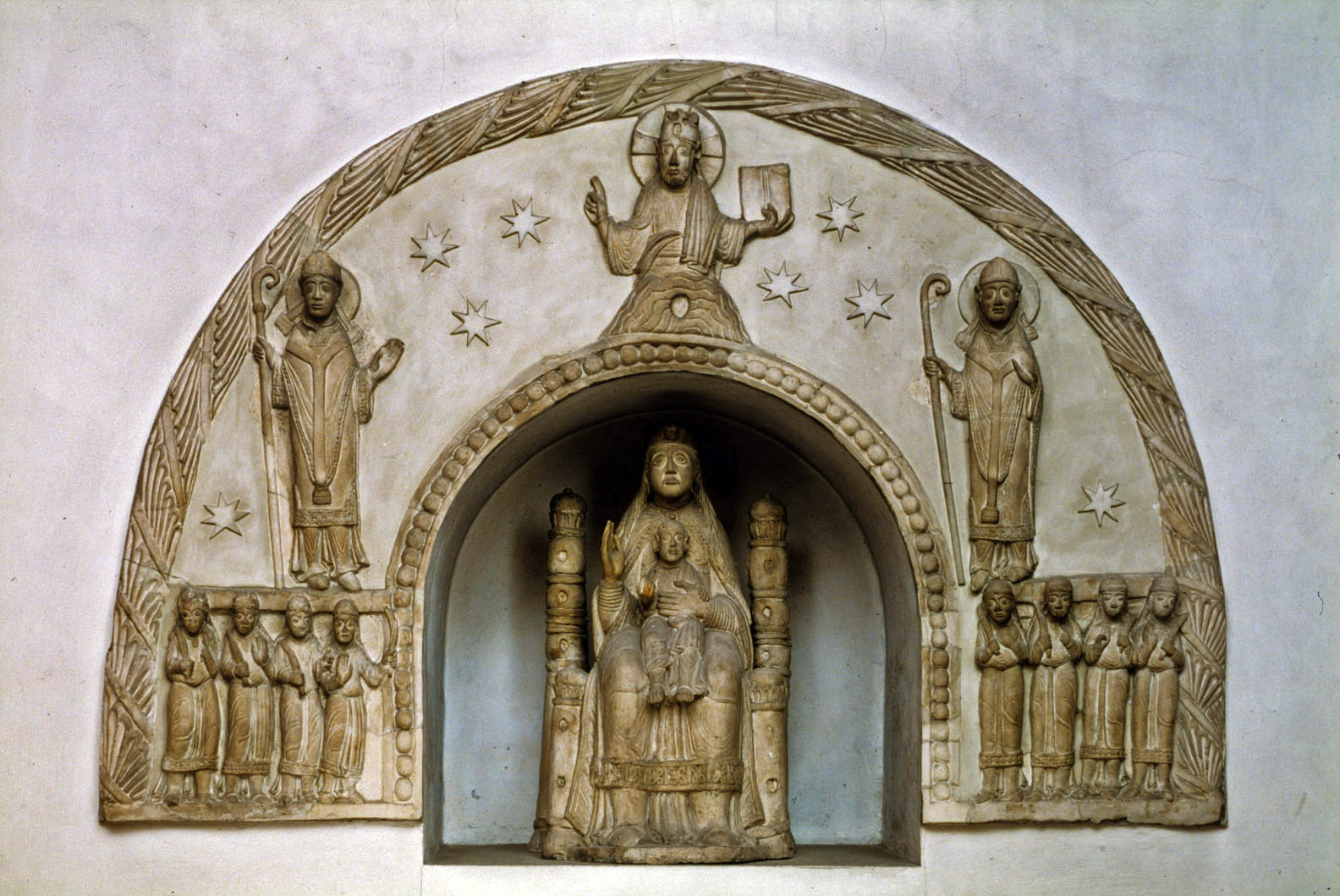
Madonna mit Jesuskind ins Gewölbe des Südturms verlagert
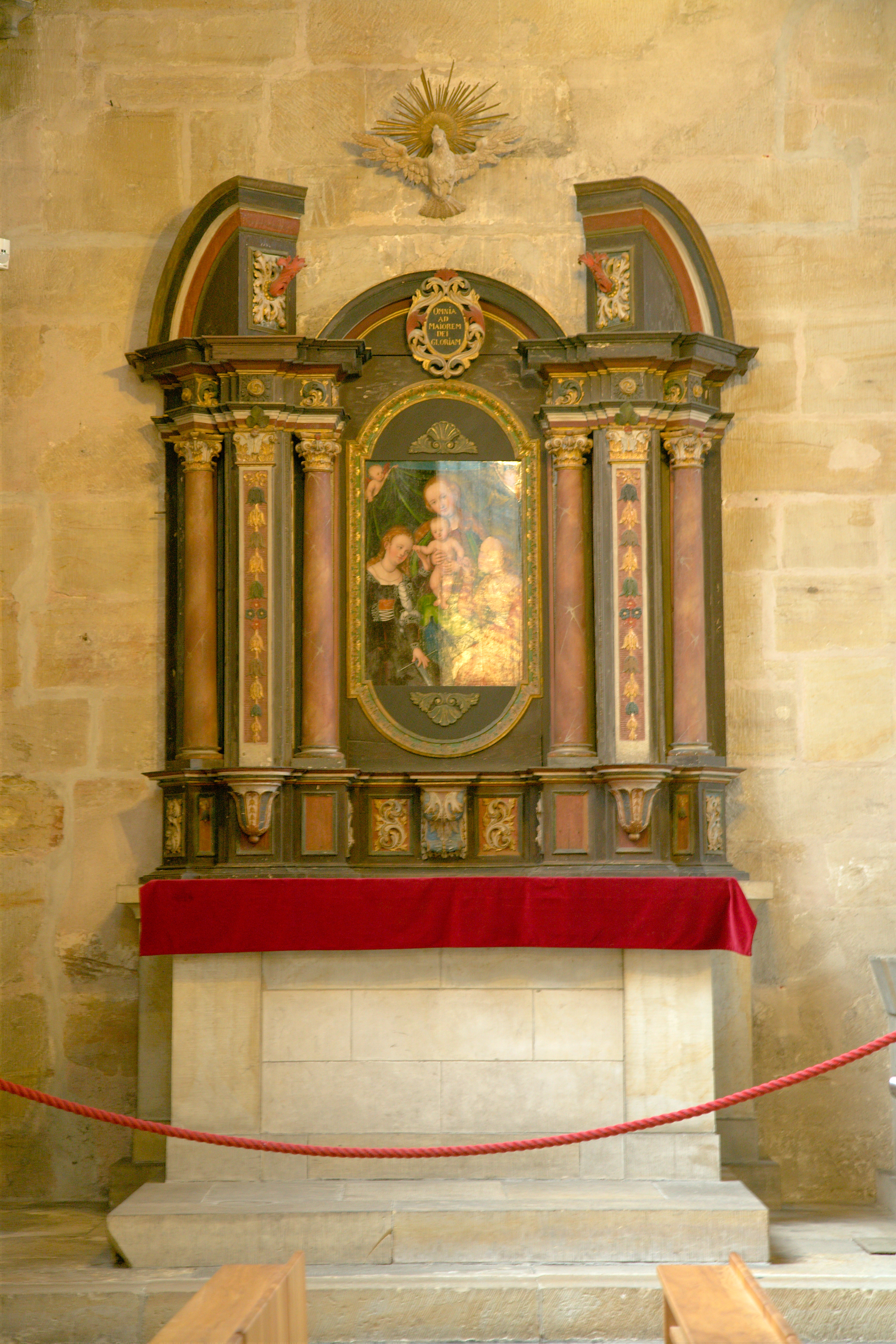
Heilige Katharina ins Gewölbe des Südturms verlagert
Einhornaltar-Bild in sicheren Raum verbracht

## Diverses
- Schutzräume: Die Domkrypta diente offiziell als Luftschutzraum für Gottesdienstbesucher und benachbarte Bevölkerung, andere Räume unter Dom und Severikirche als Wehrmachtschutzräume. Auch dem Städtischen Museum wurden Kellerräume zur Verfügung gestellt.
- Metallmobilisierung: Metallgegenstände, wie Türklinken, ein Teil der Kruzifixe, Messingleuchter, Rauchfässer und Weihwasserbecken mussten abgegeben und als Reserve der Rüstungsindustrie zur Verfügung gestellt werden. Sie wurden allerdings dann nicht eingeschmolzen und kehrten 1945 wieder zurück.
- Kirchenglocken-Ablieferung: Bereits 1942 mussten sieben der zehn Glocken des Doms abgegeben werden. Ausgenommen waren nur drei Glocken: die berühmte Gloriosa (1497 gegossen), auch die zweitgrößte Glocke mit ihrem reichen Bilderschmuck und die älteste Glocke (aus dem 12. Jahrhundert).
- Sicherung von Tora-Rollen: Kurz vor dem Abbrennen der Erfurter Synagoge in der Pogromnacht am 9./10. November 1938 konnten die jüdischen Tora-Rollen noch herausgebracht und geheim dem Dompropst Freusberg anvertraut werden, der für ein sicheres Versteck unter dem Dom sorgte.[3]

## Die Zerstörungen an Dom und Severikirche

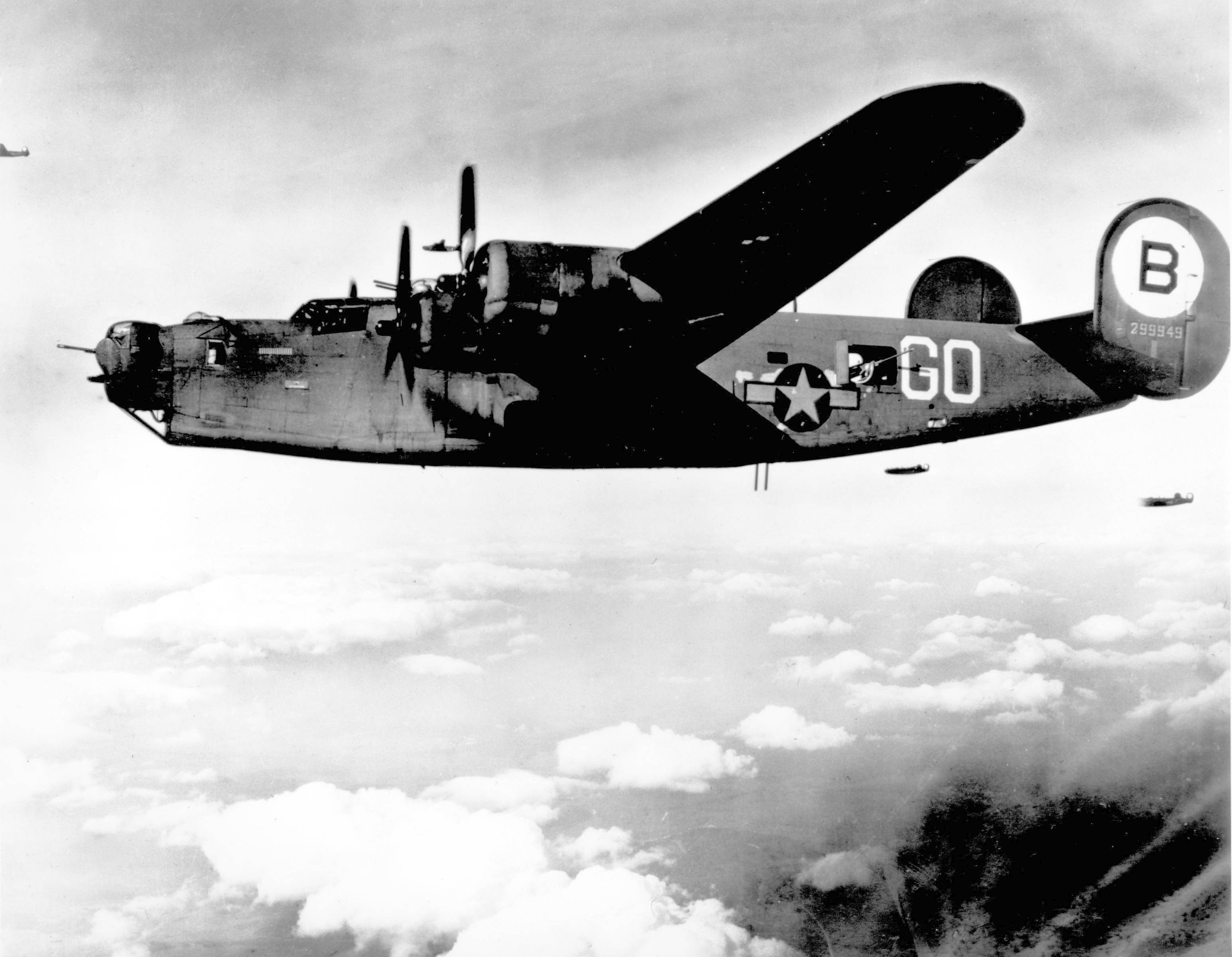
Amerikanischer schwerer Bomber B-24J „Liberator“

Seit dem schweren Bombenangriff der USAAF am 20. Juli 1944 waren auch eine Reihe von Erfurter Kirchen durch Zerstörungen oder starke Beschädigungen im Luftkrieg betroffen. Den beiden Großkirchen auf dem Domberg blieben direkte Treffer durch Spreng- oder Brandbomben erspart, obwohl sie in deren Umfeld zahlreich waren. Eine Minenbombe soll in der Höhe über Dom und Severikirche explodiert sein. Besonders spürbar waren die Auswirkungen von nahen und entfernten Explosionen von Minenbomben auf die Dächer und Fenster beider Kirchen.

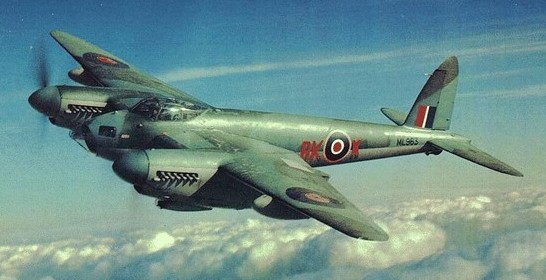
Britisches Mehrzweckflugzeug vom Typ Mosquito, 1944/45 oft über Erfurt, auch mit Minenbomben

- 11. November 1944: Gegen 21.00 Uhr wurde bei guter Sicht in sternenklarer Nacht aus einer kleinen Gruppe britischer Schnellbomber vom Typ Mosquito eine großkalibrige Minenbombe (1,8 Tonnen hochbrisanter Sprengstoff) im Bereich Meienbergstraße, Johannesstraße und Futterstraße abgeworfen. Der „Blockbuster“ („Wohnblockknacker“) richtete beträchtlichen Schaden im Stadtzentrum an. Auch Kaufmannskirche, Schottenkirche und Lorenzkirche wurden beschädigt.[4] Der etwa einen Kilometer entfernte Dom war ebenfalls betroffen. „Im Hohen Chor ist ein Teil der Ersatzfenster zertrümmert. Außerdem sind von den steinernen Fensterrippen einige Steine herausgebrochen. Der Gottesdienst ist nicht behindert“ (Dompropst Freusberg).[5]
- 26./27. November 1944: Nachts, kurz nach 2.00 Uhr, warfen Mosquitos der RAF, die mit Hilfe des Leitstrahlverfahrens Oboe ans Ziel gelenkt worden waren, bei sehr guter Sicht drei großkalibrige Minenbomben HC 4000 IB in die Erfurter Innenstadt.[6] Eine der Minen zerstörte die Barfüßerkirche und das benachbarte Wohnviertel. Der wenige hundert Meter entfernte Dom wurde erneut in Mitleidenschaft gezogen. Dompropst Freusberg schildert den Schaden: „Im Hohen Chor ist die Mehrzahl der Scheiben zertrümmert. Einige Fensterrippen sind zerstört und herabgefallen. Auch im Langhaus sind mehrere Scheiben zertrümmert und Stücke aus den Fensterrippen herausgebrochen. Mit Einschränkung kann der Gottesdienst weiter gehalten werden“.[7]
- 19. Februar 1945: Ab 19.55 Uhr erfolgte ein Großangriff auf die Erfurter Innenstadt mit Brand-, Spreng- und Minenbomben (zusammen 100 Tonnen) durch 79 Mosquitos der RAF. Zu Beginn war Erfurt durch „Christbäume“ taghell erleuchtet worden. In nächster Nähe zu Dom und Severikirche gingen drei Minenbomben nieder. Am Dom wurden große Teile des Daches des Hohen Chors abgedeckt und sämtliche Ersatz-Fensterscheiben im Chor zertrümmert. Auch im Langhaus wurden mehrere Scheiben und zwei Fenster restlos zerstört. Nach einem Bericht von Dompropst Freusberg war „in der Höhe in der Luft zwischen Dom und Severi eine Mine krepiert. Tatsächlich wurden tags darauf im Mittelturm des Domes Teile einer Minenbombe gefunden“.[8][9]
- 15. März 1945: 22 Mosquitos der RAF warfen um 20.55 Uhr 26,5 Tonnen Spreng- und Minenbomben auf die Innenstadt.[10] Mehrere Minen gingen auf dem Petersberg in der Nähe des Dombergs nieder. Die Dächer der Severikirche und ihres Pfarrhauses erlitten dabei schwere Schäden. Außerdem wurden in beiden Kirchen weitere Fenster samt den steinernen Fensterrippen zerstört.[9]
- 30. März 1945 (Karfreitag): Ein konzentrierter Abwurf von 57 Tonnen Brand-, Spreng- und Minenbomben durch 43 Mosquitos der RAF traf die Südstadt und das Stadtzentrum schwer.[11] „Zu Füßen des Domes ging eine schwere Bombe nieder, die wieder Fenster des Domes restlos vernichtete. Der Dom hat jetzt kein heiles Fenster mehr, fünf der großen Fenster sind samt der Rippen gänzlich zerstört“ (Dompropst Freusberg).[9] Die Zerstörungen betrafen auch alle Farbglasfenster des Langhauses, die aus den 1860er und 1870er Jahren stammten und nicht ausgebaut worden waren.
- „Die Tage vom Karfreitag bis zum 12. April waren die aufregendsten der ganzen Zeit. Alarm, Angriffe von Jagdfliegern, Tieffliegerangriffe wechselten ständig“ (Dompropst Freusberg).
- 12. April 1945: In Vorbereitung auf die Besetzung durch amerikanische Bodentruppen lagen der Petersberg, die Industriegebäude im Brühl und die Innenstadt nachts von 3.00 Uhr bis 6.00 Uhr unter schwerem Beschuss durch fast tausend (Brand-)Granaten von US-Artillerie. Die Stadt war durch die vielen Häuserbrände hell erleuchtet.[12] Der Dom erhielt drei, die Severikirche einen Treffer. Am Mittel- und Nordturm des Doms wurden die Brüstung und Fialen beschädigt, ebenso die Holzkonstruktion des Nordturms.[13][14] An der Severikirche traten „Schäden an Türmen, Dach, Gewölbe und Maßwerk“ auf.[15]
- Das britische Bomber Command hatte für Anfang April 1945 zwei schwere Luftangriffe auf Erfurt mit insgesamt 685 viermotorigen Bombern der Typen Halifax und Lancaster vorbereitet.[16] Diese flächendeckenden Vernichtungsangriffe entsprechend der britischen Area Bombing Directive (Beispiel: Luftangriffe auf Dresden im Februar 1945) unterblieben nur deshalb, weil die US-Bodentruppen schon zu nahe an Erfurt herangerückt waren und ihre Führung um deren Sicherheit fürchtete. Wären die britischen Planungen realisiert worden, wäre dem Mariendom und der Severikirche wohl das gleiche Schicksal beschieden gewesen wie der Frauenkirche und der Hofkirche in Dresden. Die Frage ist, ob dann die erfolgten Sicherungsmaßnahmen für die Kunstschätze im Dom selber, unter Verzicht auf eine Verlagerung nach außerhalb, ausgereicht hätten.

## Die Beseitigung der Kriegsschäden
„Mit großer Tatkraft“ von Dompropst Johannes Freusberg und „rühriger Besorgtheit“ von Severi-Pfarrer Heinrich Mette (zitiert nach Rudolf Stein) wurde bald nach Kriegsende mit der Beseitigung der Kriegsschäden an Dom und Severikirche begonnen. Die technische, künstlerische und wissenschaftliche Leitung dieser Arbeiten übernahm der namhafte Architekt und Kunsthistoriker Rudolf Stein (Dr. Georg Rudolf Stein), der aus Breslau geflüchtet war. Die Bestandsaufnahme von Stein: „Während des Zweiten Weltkrieges erlitt besonders der Dom, aber auch die Severikirche, erheblichen Schaden. Durch Minenwirkung wurden die Dächer des Domes und des Kapitelhauses in großem Umfang aufgerissen, die Dachstühle zum Teil aus den Zapfen gehoben, alle Glasfenster zerstört und die Rippen und Maßwerke der meisten Fenster teilweise eingedrückt und zertrümmert. Der Mittel- und der Nordturm erhielten Granatvolltreffer, auch die Kavaten und die Zeile der Wohnhäuser neben den Geraden, einschließlich der Bonifatiuskapelle, wurden erheblich beschädigt. An der Severikirche wurde die Deckung aller Dächer völlig zerstört. Der große Dachstuhl (des Doms) erhielt einen Granattreffer, der auch das Gewölbe des Nordschiffs durchschlug. Einem zweiten (Treffer) ist der Nordturm mit dem Treppentürmchen in beträchtlichem Umfange zum Opfer gefallen. Auch bei Severi (sind) alle Glasfenster vernichtet und die Maßwerke und Rippen zum Teil schwer beschädigt.“ Diese Feststellungen stammen aus dem Manuskript für ein vorgesehenes Buch von Stein 1951, dem er folgende Widmung voranstellte: DEM HOCHWUERDIGEN HERRN GENERALVIKAR MONSIGNORE DOMPROPST DR. JOSEPH FREUSBERG ZUGEEIGNET, DEM ENTSCHLUSSFREUDIGEN UND KUNSTVERSTAENDIGEN FÖRDERER DER WIEDERHERSTELLUNGSARBEITEN AM DOM BEATE MARIAE VIRGINIS ZU ERFURT IN SCHWERSTER ZEIT SEINER GESCHICHTE. 1945–1951.

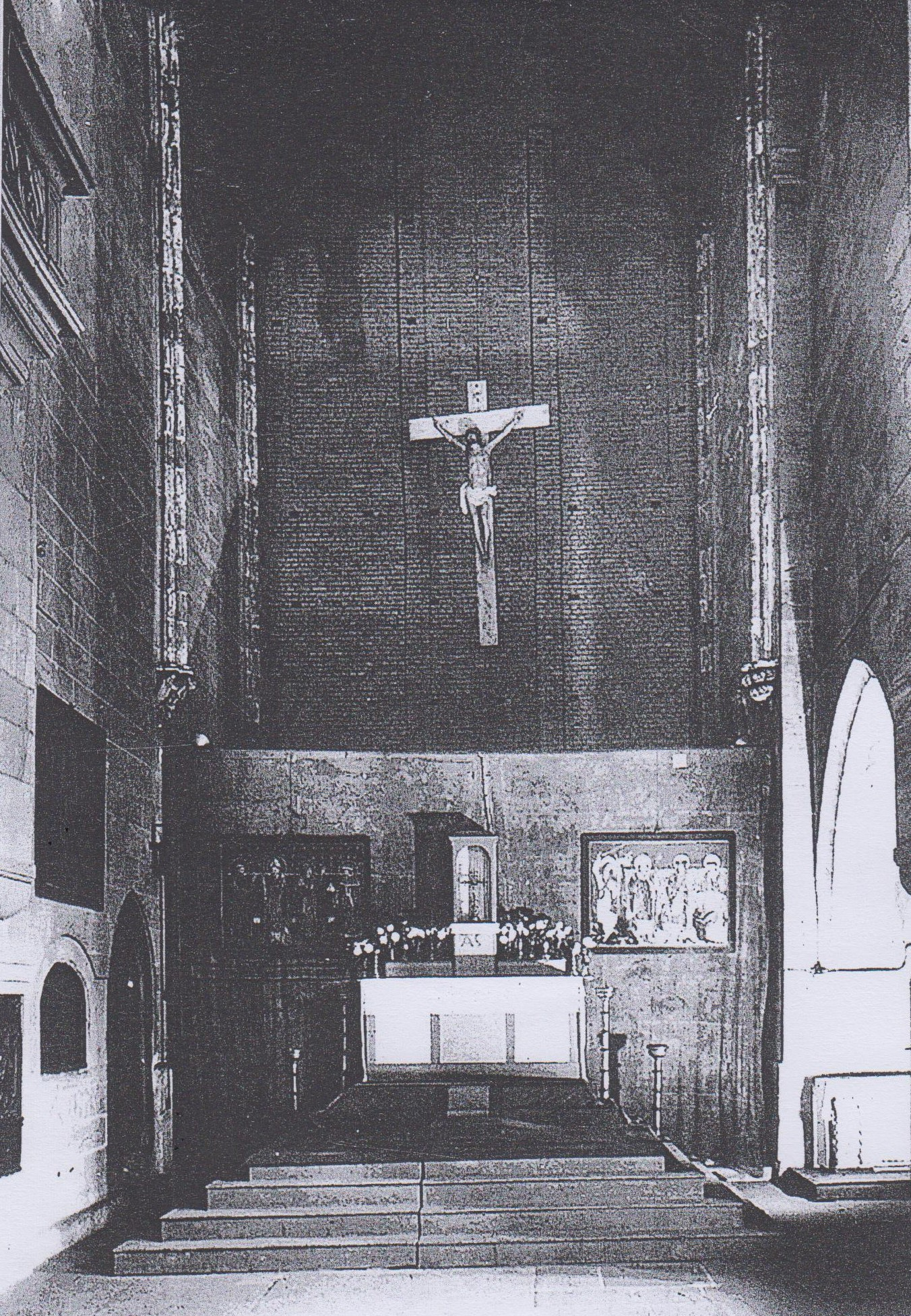
Erfurter Dom Trennmauer vor Hohem Chor bis 1949

Vorrangig war die Abdichtung der aufgerissenen Dächer, deren Holzkonstruktionen sich auch bereits stark mit Regenwasser vollgesogen hatten. Die Behelfsfenster im Chor waren fast vollständig zerstört, sodass der barocke Hochaltar (1697) und das Fernwerk der Orgel hinter ihm stark der Witterung ausgesetzt waren. Die Dachdeckerarbeiten zogen sich wegen Schwierigkeiten bei der Materialbeschaffung, vor allem des Kupferblechs aus Mansfeld (für beide Kirchen), bis ins Jahr 1948 hin. Während der Instandsetzungsarbeiten im Hohen Chor des Doms wurde dieser durch eine Trennmauer vom Chorhals (dem Chorraum der früheren romanischen Kirche) abgetrennt, in dem nun die Gottesdienste stattfanden. Das Material für die Trennwand gewann man aus den zurückgebauten Luftschutz-Vermauerungen im Dominneren. Die dreizehn überaus wertvollen mittelalterlichen Fenster des Hohen Chores mit fast tausend Tafeln Bleiverglasung waren beim Herausnehmen 1940/41 teilweise beschädigt worden. Die reparierten Scheiben wurden unter großem Aufwand 1947 bis 1949 wieder eingesetzt. Für den Ersatz von durch die Detonationen zerstörten Fensterrippen diente teilweise Sandstein aus alten, „abgetretenen“ Grabdenkmälern im Dom. Auch Material aus dem Sandstein-Sockel des 1947 abgebrochenen Siegesdenkmals 1870/71 im Hirschgarten wurde verwertet. Die Steinbrüche im Großen Seeberg bei Gotha, aus denen das Baumaterial für Dom und Severikirche stammte, konnten noch nicht wieder liefern. Der barocke Hochaltar (1697 geweiht) im Chorraum und die Orgel (Johannes Klais 1906) hatten durch Witterungseinflüsse gelitten und mussten aufwendig überarbeitet werden.
Die in die Kavatenkeller verlagerten Figuren vom Triangelportal wurden wieder eingebaut. Die Sandsteinstatuen hatten unter der Kellerfeuchtigkeit gelitten. Die Figur des heiligen Adolar zerbrach beim Transport und musste durch eine Kopie ersetzt werden.
Die Trennmauer konnte im Herbst 1949 abgebaut und der Hohe Chor am 30. Oktober wieder feierlich seiner gottesdienstlichen Bestimmung übergeben werden.
Die gesamte neugotische Farbglasausstattung des Langhauses des Doms aus den 1860er und 1870er Jahren hatte durch die schweren Detonationen von Minenbomben in der Nachbarschaft starke Schäden erlitten. Verloren ging auch das von Wilhelm I. gestiftete und 1879 eingesetzte „Kaiserfenster“ (von Georg Eberlein) in der Heiligblut-Kapelle gegenüber dem Triangel-Haupteingang. Nach provisorischer Notverglasung/Verbretterung und frustranen Instandsetzungsversuchen in den 1940er Jahren erfolgte 1950 bis 1953 eine Neuverglasung im Langhaus.
Die zum Luftschutz ausgelagerten und verteilten Kunstgegenstände des Dom-Museums wurden nach dem Krieg nicht wieder zusammengeführt. Damit gab es zunächst kein Museum mehr.
Die Restaurierung der beiden Kirchen wurde auch zum Anlass genommen, insbesondere den Dom und den Kreuzgang „von Belastendem aus dem 19. Jahrhundert zu befreien“ (Rudolf Stein).
Insgesamt dauerten die Wiederherstellungsarbeiten am Dom bis in das Jahr 1951.
Die für die Rüstung abgelieferten Kunstgegenstände waren größtenteils noch nicht eingeschmolzen worden und konnten der Kirche wieder zurückgegeben werden. Von den abgelieferten sieben Glocken kehrten allerdings nur noch zwei in den Dom zurück.
Zusammenfassend kann gesagt werden, dass der Kulturgutschutz an Dom und Severikirche im Luftkrieg und danach – im Rahmen der katastrophalen Umstände – überwiegend gelungen ist. Parallele Rettungsbemühungen gab es auch in vielen anderen kirchlichen Baudenkmalen, so im Magdeburger Dom.